# Онисим (апостол от 70)
Апо́стол Они́сим (греч. Ονήσιμος; лат. Onesimus, означает «полезный») († ок. 90) — апостол от семидесяти, епископ Византийский в 54—68 годах.
Об апостоле Онисиме сообщается в Послании апостола Павла к Филимону (Флм. 1:10-18), что он был рабом Филимона, христианина знатного рода, жившего в городе Колоссах Фригийской области. Скорее всего, провинившись в чём-то, Онисим бежал от своего господина в Рим, но там, как беглый раб, попал в тюрьму. В тюрьме он встретился с апостолом Павлом, содержавшимся в узах, был просвещён им и принял крещение. В тюрьме Онисим «как сын служил» апостолу (Флм. 1:10). Павел отослал Онисима к его господину и, поскольку тот также был христианином, увещевал Филимона принять Онисима не как слугу, но как брата (Флм. 1:20).
Апостол Павел ходатайствовал перед Филимоном о прощении Онисима. Получив не только прощение, но и свободу, Онисим возвратился в Рим к апостолу Павлу и ревностно исполнял его поручения. 
Апостол Павел упоминает о нём также в Послании к Колоссянам (Кол. 4:9), называя Онисима «верным и возлюбленным братом».
В 1882 году Эдвин Э. Эбботт издал религиозный роман «Онисим» (англ. Onesimus), названный в честь апостола Онисима.

## Дни памяти
В православном церковном календаре: 15 (28) февраля и 4 (17) января — соборная память апостолов от 70-ти.
В католическом: 16 февраля.